# Compsiluroides communis
Compsiluroides communis là một loài ruồi trong họ Tachinidae.